# Michael N. Castle

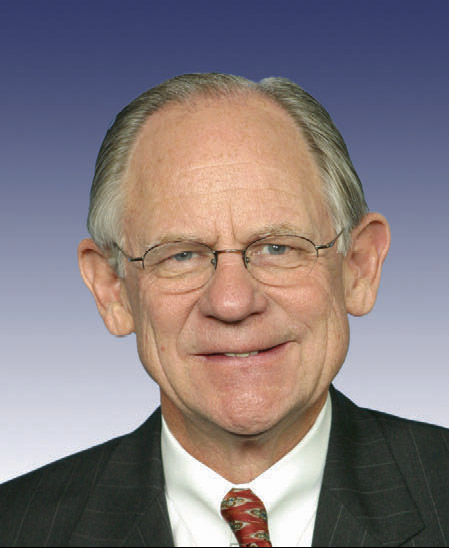
Michael N. Castle

Newbold Michael Castle mais conhecido como Michael N. Castle (Wilmington, 2 de julho de 1939) é um advogado e político norte-americano e membro do Partido Republicano, foi membro da Câmara dos Representantes dos Estados Unidos pelo distrito at-large do Delaware.
O distrito em que Castle representou é o mais antigo do país, incorpora todo o estado de Delaware.Castle é o mais antigo representante da história do estado. Anteriormente foi membro da Câmara dos Deputados 1966-1967 e depois mebro do Senado Estadual 1968-1976. Foi o 20º vice-governador de Delaware 1981-1985, e o 69º o governador de Delaware 1985-1992.
Em 6 de outubro de 2009, Castle anunciou sua candidatura para o senado. O então senador Tedd Kaufman foi nomeado pela então governadora Ruth Ann Minnerdf para preencher a vaga deixada pelo vice-presidente Joe Biden, que renunciou em 15 de janeiro de 2009. Em uma das eleições mais surpreendentes das eleições de 2010,  Castle foi derrotado na primária republicana por Christine O'Donnell.